# Лебеда (Лидский район)
Лебеда (бел. Лебяда́) — деревня в Лидском районе Гродненской области Беларуси. В составе Можейковского сельсовета.

## География
Пролегает автомобильная дорога Н-6861.
Ближайшие населённые пункты Дмитровцы, Можейково, Феликсово и др.

## История
Известна с начала XVI века. Впервые упоминается под 1503 год как дворец на Лебеде. С 1795 года — в Российской империи. В 1861 году — в Лебедской волости Лидского уезда Виленской губернии.
С 1919 года — в БССР. С 1921 года — в составе Польши, фольварк Великая Лебеда, центр Лебедской гмины в Лидском повете Новогрудского воеводства. С 1939 года — в БССР, в Барановичской области. С 1940 года в Желудокском районе, в Можейковском сельсовете. С 1944 года — в Гродненской области, с 1954 года в Гостиловском сельсовете. С 1962 года — в Лидском районе. С 2002 года — в Можейковском сельсовете.

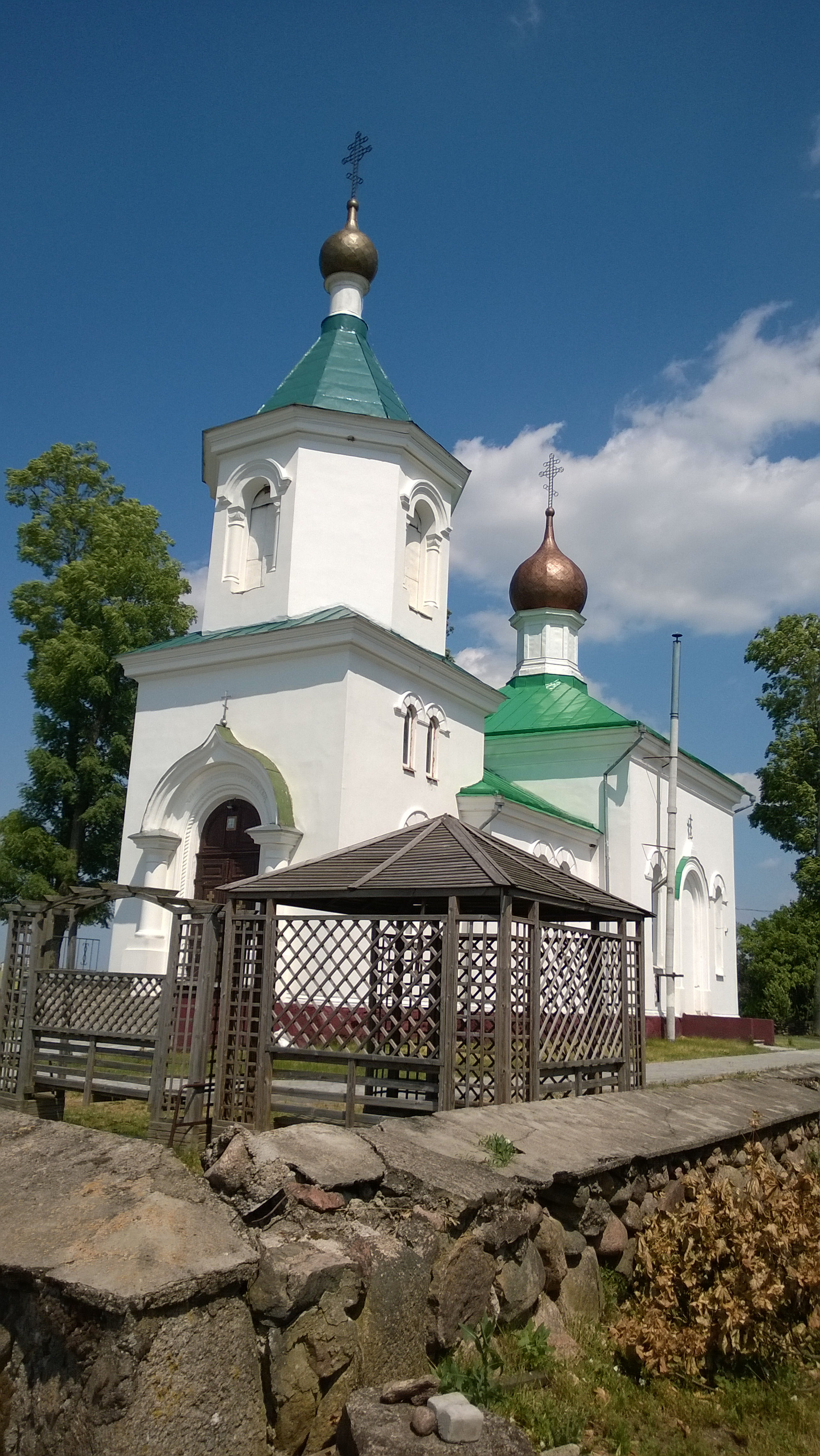
Свято-Николаевская церковь

## Население

### Численность
- 2019 год — 11 жителей

### Динамика
- 1999 год — 51 жителей (перепись населения)
- 2009 год — 19 жителей (перепись населения)[4]
- 2019 год — 11 жителей (перепись населения)

## Достопримечательность
- Свято-Николаевская церковь (1870)[5].

## Известные лица
- Земовит Федецкий (1923―2009) ― польский славист, фольклорист, переводчик.